# عارف حكمت إسماعيل حقي
عارف حكمت بك بن إسماعيل حقي ولد في بغداد 1883، وظف في وزارة الداخلية في العهد العثماني، ثم التحق بالحكومة العربية وعاد بعد الحرب العالمية الأولى إلى العراق وعين قائمقام أبي صخير في تشرين الثاني 1921، وقائمقام قضاء عنة في آذار 1922، وقائمقام السماوة في تشرين الثاني 1922، رقي إلى متصرف لواء الدليم في 22 كانون الأول 1923 خلفا لرشيد بك العمري وبقي في هذا المنصب إلى سنة 1924.
شغل منصب مدير سجون منطقة بغداد في أيلول 1927 فوكيل مدير السجون العامة، فمديرا عاما أصيلا للسجون للفترة من آذار 1930 إلى 12 نيسان 1931.
في سنة 1931، انتخب نائباً عن لواء بغداد في الدورة الثالثة من مجلس النواب العراقي بعد استقالة ناجي السويدي، وأعيد انتخابه عام 1939 في الدورة التاسعة.
توفي في أيلول 1963.